# Billie Jean
Billie Jean is een hitsingle van popster Michael Jackson. Het nummer is afkomstig van zijn album Thriller uit 1982. Op 2 januari 1983 werd het nummer op single uitgebracht.

## Achtergrond
"Billie Jean" wordt vaak gezien als het begin van Jacksons grote succes en werd wereldwijd een gigantische hit. Het leverde hem in thuisland de Verenigde Staten een nummer 1-hit op in de Billboard Hot 100 en in Canada, Australië, Frankrijk, Italië, Spanje, Scandinavië en Ierland bereikte de plaat de nummer 1-positie. Ook in het Verenigd Koninkrijk bereikte de plaat de nummer 1-positie in de UK Singles Chart.
In Nederland werd de plaat veel gedraaid op Hilversum 3 en werd een gigantische hit in de destijds drie hitlijsten op de nationale publieke popzender. De plaat bereikte de 2e positie in zowel de Nederlandse Top 40 als de TROS Top 50. In de Nationale Hitparade bereikte de plaat de 3e positie. In de Europese hitlijst op Hilversum 3, de TROS Europarade, bereikte de plaat de nummer 1-positie en stond ruim een half jaar in de lijst genoteerd.
In België bereikte de single de nummer 1-positie in zowel de voorloper van de Vlaamse Ultratop 50 als de Vlaamse Radio 2 Top 30.
Op 11 juli 2009 stond de plaat op nummer 1 in de Mega Top 50 van NPO 3FM, iets meer dan twee weken na Jacksons dood.
Billie Jean won twee Grammy Awards; voor Best Male R&B Vocal Performance en voor Best New Rhythm & Blues Song. Ook was het genomineerd voor Song of the Year, net als de opvolger Beat It.

## Geschiedenis
Volgens Jacksons biograaf J. Randy Taraborrelli is het nummer gebaseerd op een ervaring van de zanger in 1981. In The Magic & The Madness wordt verteld over een jonge vrouw die een brief naar Jackson stuurt, waarin ze hem vertelt dat hij de vader van één kind van haar tweeling is. Jackson ontving wel meer van zulke brieven en kende de schrijfster niet. Hij negeerde de brief daarom. De vrouw stuurde nog meer brieven naar Jackson, waarin ze vertelde dat ze van hem hield en met hem wilde zijn. Ze schreef over hoe gelukkig ze zouden zijn met het samen opvoeden van het kind en vroeg zich af hoe Jackson zijn eigen vlees en bloed kon negeren. Als gevolg van de stress die Jackson kreeg na het ontvangen van deze brieven, kreeg hij last van nachtmerries.
Na de brieven ontving Jackson een pakje met een foto van de fan, evenals een brief en een pistool. Jackson was geschokt – de brief riep de popster op zelfmoord te plegen op een bepaalde dag en om een bepaalde tijd. De fan zou hetzelfde doen nadat ze haar baby had vermoord. Ze schreef dat als ze niet in dit leven bij elkaar konden zijn, dat ze dan in het hiernamaals bij elkaar moesten zijn. Tot afgrijzen van zijn moeder lijstte Jackson de foto in en hing hij hem boven de eettafel. Later ontdekte hij dat de fan was opgenomen in een psychiatrische inrichting.
In zijn autobiografie Moonwalk verklaart Jackson echter dat het nummer gebaseerd is op de groupies met wie hij en zijn broers tijdens zijn deelneming aan The Jackson 5 in aanraking kwamen. En in een interview in 1996 voegt hij hieraan toe dat er vele vrouwen waren die claimden dat hun kind van een van de Jacksons was. Jackson uit in Moonwalk ook kort zijn onbegrip over vrouwen die zeggen dat ze iemands kind dragen terwijl dat niet zo is.
Toen Michael Jackson het nummer liet horen aan producer Quincy Jones, had die problemen met de titel. Hij dacht dat als het publiek het zou horen, ze zouden aannemen dat Jackson verwees naar tennisster Billie Jean King. Ook had hij klachten over de lengte van de intro, die hij te lang vond. Jackson bracht daar tegenin dat die lange intro hem deed dansen. Uiteindelijk ging Quincy overstag, het nummer behield zijn titel en lange intro.
Jackson wilde met het nummer de perfecte baslijn creëren en zei dat hij er meerdere weken aan gewerkt had. Goede luisteraars ontdekten echter een gelijkenis met de baslijn van het nummer I Can't Go for That (No Can Do). Door het vele werk aan de muziek (ook de drum en synthesizer lijnen werden door Jackson zelf geschreven) was "Billie Jean" pas enkele weken voor de release van het album Thriller klaar. Uiteindelijk werd het de tweede single die uitgebracht werd; in januari 1983.

## Videoclip
Michael Jackson en zijn label Epic hadden het plan de videoclip voor het nummer te presenteren aan MTV, die toentertijd alleen maar clips uitzond van blanke artiesten. Bijna alle clips waren van rockartiesten zoals Duran Duran, Peter Gabriel, Blondie en Genesis. In 1983 werd de baas van MTV medegedeeld door de baas van CBS Records Walter Yetnikoff dat als Billie Jeans clip niet gespeeld zou worden, MTV ook geen toegang meer kreeg tot de clips van blanke artiesten zoals Billy Joel. MTV boog onder die druk en de ‘première’ van Billie Jean kwam op 10 maart 1983.
De tot de verbeelding sprekende en ingewikkelde videoclip, geregisseerd door Steve Barron volgde het patroon van het nummer zelf. Het laat Michael Jackson zien als een eenzaam persoon die, als hij over straat loopt, de tegels waarop hij staat doet oplichten. Dit suggereert Michaels bekendheid en roem. Een “stalker” met een regenjas, misschien een journalist, achtervolgt Jackson. Waarschijnlijk om een foto te maken van de beroemdheid. Hij mist zijn kans wanneer Jackson ineens verdwijnt onder een oplichtend dekbed naast zijn (niet geziene) geliefde.
Al snel liet MTV de video vaak zien. Het maakte van Michael Jackson de eerste zwarte artiest te zien op de televisiezender. Feitelijk hielpen ze elkaar naar de bekendheid. Al snel waren ook andere zwarte artiesten als Prince, Lionel Richie en The Pointer Sisters te zien op MTV.
In Nederland werd de videoclip destijds op televisie uitgezonden door de popprogramma's AVRO's Toppop, Countdown van Veronica en Popformule van de TROS.

## Motown 25
De videoclip maakte van "Billie Jean" een nog grotere hit dan het al was. Op 25 maart 1983 bereikte Michael Jackson een nog groter publiek, tijdens een liveoptreden tijdens het concert Motown 25: Yesterday, Today, and Forever. Allereerst was Jackson te zien in een optreden met de Jackson 5, die een medley van hun hits lieten horen. Aan het eind van dat optreden bleef Michael alleen achter voor een solo-optreden. Gekleed in een zwart glitterjasje en een zilver T-shirt bracht hij "Billie Jean" ten gehore waarbij het publiek ademloos luisterde.
Het was tijdens dit optreden dat Jackson zijn overbekende moonwalk voor het eerst uitvoerde. De naam is trouwens bedacht door de media, die Jacksons interpretatie volgden. De beweging was sindsdien het handelsmerk van Michael Jackson.

## Hitnoteringen
Als gevolg van Jacksons overlijden op 25 juni 2009 werden de platen van de zanger veel verkocht en gedraaid op de radio. Dit had als gevolg dat Billie Jean weer de Nederlandse Top 40 en de Mega Top 50 bereikte en zelfs een nummer 1 notering behaalde in laatstgenoemde hitlijst van NPO 3FM.

### Nederlandse Top 40
| "Billie Jean" in de Nederlandse Top 40 - binnen: 22-01-1983 | "Billie Jean" in de Nederlandse Top 40 - binnen: 22-01-1983 | "Billie Jean" in de Nederlandse Top 40 - binnen: 22-01-1983 | "Billie Jean" in de Nederlandse Top 40 - binnen: 22-01-1983 | "Billie Jean" in de Nederlandse Top 40 - binnen: 22-01-1983 | "Billie Jean" in de Nederlandse Top 40 - binnen: 22-01-1983 | "Billie Jean" in de Nederlandse Top 40 - binnen: 22-01-1983 | "Billie Jean" in de Nederlandse Top 40 - binnen: 22-01-1983 | "Billie Jean" in de Nederlandse Top 40 - binnen: 22-01-1983 | "Billie Jean" in de Nederlandse Top 40 - binnen: 22-01-1983 | "Billie Jean" in de Nederlandse Top 40 - binnen: 22-01-1983 | "Billie Jean" in de Nederlandse Top 40 - binnen: 22-01-1983 | "Billie Jean" in de Nederlandse Top 40 - binnen: 22-01-1983 | "Billie Jean" in de Nederlandse Top 40 - binnen: 22-01-1983 | binnen: 04-07-2009 | binnen: 04-07-2009 | binnen: 04-07-2009 | binnen: 04-07-2009 | binnen: 04-07-2009 | binnen: 04-07-2009 | binnen: 04-07-2009 | binnen: 04-07-2009 |
| Week                                                        | 1                                                           | 2                                                           | 3                                                           | 4                                                           | 5                                                           | 6                                                           | 7                                                           | 8                                                           | 9                                                           | 10                                                          | 11                                                          | 12                                                          |                                                             | 13                 | 14                 | 15                 | 16                 | 17                 | 18                 | 19                 |                    |
| ----------------------------------------------------------- | ----------------------------------------------------------- | ----------------------------------------------------------- | ----------------------------------------------------------- | ----------------------------------------------------------- | ----------------------------------------------------------- | ----------------------------------------------------------- | ----------------------------------------------------------- | ----------------------------------------------------------- | ----------------------------------------------------------- | ----------------------------------------------------------- | ----------------------------------------------------------- | ----------------------------------------------------------- | ----------------------------------------------------------- | ------------------ | ------------------ | ------------------ | ------------------ | ------------------ | ------------------ | ------------------ | ------------------ |
| Nummer                                                      | 31                                                          | 18                                                          | 7                                                           | 5                                                           | 3                                                           | 2                                                           | 3                                                           | 5                                                           | 13                                                          | 21                                                          | 25                                                          | 36                                                          | uit                                                         | 21                 | 7                  | 3                  | 4                  | 14                 | 24                 | 37                 | uit                |

### Nationale Hitparade / Mega Top 50
| Nummer | 29 | 6 | 4 | 4 | 5 | 4 | 4 | 5 | 12 | 16 | 27 | 37 | 40 | uit | 22 | 53 | 86 | uit | 3 | 3 | 4 | 20 | 24 | 43 | 48 | 64 | 78 | 76 | 83 | 74 | 83 | 87 | 81 | 96 | uit |

### TROS Top 50
Hitnotering: 20-01-1983 t/m 07-04-1983. Hoogste notering: #2 (1 week).

### TROS Europarade
Hitnotering: 20-02-1983 t/m 07-08-1983. Hoogste notering: #1 (3 weken).

### NPO Radio 2 Top 2000
| Nummer met noteringen in de NPO Radio 2 Top 2000 | '99 | '00 | '01 | '02 | '03 | '04 | '05 | '06 | '07 | '08 | '09 | '10 | '11 | '12 | '13 | '14 | '15 | '16 | '17 | '18 | '19 | '20 | '21 | '22 | '23 | '24 |
| ------------------------------------------------ | --- | --- | --- | --- | --- | --- | --- | --- | --- | --- | --- | --- | --- | --- | --- | --- | --- | --- | --- | --- | --- | --- | --- | --- | --- | --- |
| Billie Jean                                      | 173 | 422 | 310 | 313 | 315 | 222 | 239 | 260 | 370 | 266 | 27  | 64  | 96  | 83  | 132 | 128 | 126 | 123 | 113 | 82  | 130 | 127 | 136 | 134 | 148 | 144 |

1. ↑  Een vetgedrukt getal geeft de hoogste notering aan.

### JOE FM Hitarchief Top 2000
| "Billie Jean" | "Billie Jean" | "Billie Jean" | "Billie Jean" | "Billie Jean" |
| Jaar          | 2009          | 2010          | 2011          | 2012          |
| ------------- | ------------- | ------------- | ------------- | ------------- |
| Positie       | 23            | 21            | 15            | 17            |

## Trivia
- De kleding die Jackson draagt in de videoclip van het nummer is een van de outfits die later beschikbaar werd voor de Michael Jackson actiepop.
- In The Daily Show met Jon Stewart werd een keer een trap gebruikt waarbij elke trede oplichtte en een toon speelde wanneer de presentator erop stapte (zoals in de videoclip gebeurt). Nadat Stewart doorkreeg dat dit verwees naar Billie Jean ging het nummer op de achtergrond spelen en imiteerde hij kort Michael Jackson.
- Het nummer heeft de 58ste plaats gekregen in de lijst van 500 beste nummers aller tijden in het muziekblad Rolling Stone.
- Het nummer is te horen in de soundtrack van het computerspel Grand Theft Auto: Vice City op het radiostation Flash FM.
- In het nummer Wanna Be Startin' Somethin' dat over geruchten gaat en ook op Thriller staat verwijst Jackson rond 2:30 naar Billie Jean met de regel "Billie Jean is always talkin'". De rest van het couplet vertelt Jackson dat Billie Jean een grote mond heeft en altijd leugens vertelt, en zo Jacksons geliefde verdriet aan probeert te doen.
- In de film Charlie's Angels: Full Throttle (2003) probeert Drew Barrymore (op een heel slechte manier) het beeld uit te "moonwalken" op de maat van Billie Jean, nadat ze een aantal slechteriken uit de weg heeft geruimd terwijl ze vastgebonden was aan een stoel.
- De Duitse houseproducer LoSoul gebruikte de beat voor zijn track Overland (2000).
- In 2001 maakte houseproducer Bushwacka! een remix van het nummer. De remix werd populair in clubs en er circuleerden meerdere illegale bootlegs.